# تاداشی اوکاموتو
تاداشی اوکاموتو (انگلیسی: Tadashi Okamoto؛ زادهٔ ۱۰ نوامبر ۱۹۴۷) بوکسور اهل ژاپن بود.